# Доминикански манастир и црква у Дубровнику
Доминикански манастир и црква су верски објекти у граду Дубровнику.
Налазе се у источном делу старог градског језгра уз градске бедеме. Доминиканци су основали манастир у Дубровнику 1225. године. Чини га комплес зграда међу којима су црква св. Доминика, звоник, клаустар и три манастирска крила. Изградња је започета почетком 14. века, а завршила је половином 15. века. У ентеријеру манастира се налази и дело венецијанског мајстора, Паола Венециана. Трезор манастира садржава вредне рукописе и 217 инкунабула, слике дубровачких сликара из 15. и 16. века: Ловре Добричевића, Михајла Хамзића и Николе Божидаревић и олтарну палу „св. Магдалена“, рад славног италијанског сликара Тициана из 1550. године. Црква је једна од највећих готичких грађевина на источној обали Јадрана. Нацрте је израдио Мичелозо ди Бартоломео, а градњу су водили дубровачки мајстори Утешимовић, Радомановић и други.

## Историја и опис грађевине
Доминикански манастир у Дубровнику су основали монаси 1225. г. Данас се налази уз градске бедеме и Врата од Плоча те чини комплекс зграда који чине велика једнобродна црква са приграђен звоником, клаустар (са северне стране) и три манастирска крила која затварају клаустар. У поменути комплекс спадају још и четири мање манастирске цркве иако нису потпуно уклопљене у целину. То су црква светог Себастијана, црква светога Луке, црква  Навјештења  и црква Госпе од Розарија, тј. Братовштинска црква Розарио. 
Црква светог Себастијана је готичка црква саграђена 1466. године одмах уз цркву светог Доминика, тачније, уз њен јужни зид. Иако још готичка, пример је прве цркве са полукружном апсидом у Дубровнику. Њена локација у непосредној близини градских врата требало је да значи Себастијанову заштиту града од куге која је у то време била велика претња становништву Европе. Цркве светог Луке, затим црква  Навјештења  и братовштинска црква Розарио су просторно одвојене од централног комплекса манастира, али упркос томе оне су у његовом власништву. Прве две су смештене са источне стране Улице светог Доминика, док је последња, црква Госпе од Ружарија саграђена наспрам западне фасаде цркве светог Доминика. 
Иако је позната чињеница да је још 1282. г. На месту данашњег манастира светог Доминика постојао неки мањи клаустар са гробовима, тек се септембар 1301. године по први пута помиње као датум почетка изградње поменутог манастира. Иницијативу предводи Мало веће које наређује да при изградњи манастира морају да учествују сви становници, и мушкарци и жене. 
Ипак, премда су радови почели већ почетком 14. века, те су током истог века и манастир и црква већ били саграђени, свој коначни облик манастир је добио тек са изградњом сакристије, капитуларне хале и тремова клаустра средином 15. века.

## Црква светог Доминика
Црква св. Доминика је један од највећих готских простора на источној јадранској обали. Дубок и испражњен простор изузетно великих димензија за наше подручје (42к16к16 м) у комбинацији са високим и глатким зидовима црквене лађе и отвореним дрвеним кровиштем одају утисак пространости и готске лакоће. Исти утисак може се добити иу неким другим црквама проповједничких редова. Реч је о једнобродној грађевини са дугом лађом високих зидова на коју се наставља светиште полигоналног облика. Спољни плашт цркве рашчлањен је четвртастим контрафорима. Упркос сматрање неких истраживача да је због земљотреса и поновних адаптацију од изворне градње остало врло мало остатака, доминиканска црква углавном је задржала свој изворни облик. Томе сведоче гробни натписи при дну прочеља из 14.-15. века, низ тродјелних романичко-готских слепих аркада и полигонална апсида. 
Јужним прочељем цркве доминира главни улаз до којег води стрмо степениште. Мајстор је спољног, касноготичког оквира Бонино Јаковљев из Милана. Он је заједно са домаћим дубровачким клесарима 1418. г. Израдио спољни оквир јужног портала и фигуру Бога Оца која се налази на врху. Други, западни улаз у цркву отворен је тек средином 15. 
ст., и то након што је уређена дугачка приступна рампа.

## Звоник и клаустар
У склопу манастирског комплекса, уз цркву светог Доминика се налази звоник. Окружен је градским бедемима са југа, истока и севера. Његово приземље је уклопљено у простор сакристије. За почетак изградње узима се година 1390. када на њему почиње радити градитељ Кечо из Монополија. Према Де диверсис, године 1444. звоник је још увек у градњи, а сматра се да није био завршен пре 1450. Као најдаљи датум завршетка узима се 1531. година када је месингани позлаћени петао постављен на врх. Но, како је тај врх био уништен громом чак три пута у 17. и 18. веку вајари су га, у складу са новим стилским тенденцијама, накитили барокним гирландама и волутама те су Свинула облик кубета као што је то у време барока било уобичајено. Звоник је у суштини саграђен у романичком стилу, но видљиве су и готске и ренесансне стилске карактеристике, једнако као и барокне. Након земљотреса 1979. године прилично су страдали сви звоници на дубровачком подручју па тако и звоник доминиканског манастира. Обнова је започела девет година касније. 
Клаустар доминиканског манастира се истиче међу дубровачким споменицима својом пространошћу и лепотом. Идеја о изградњи клаустра постојала је још у 14. веку Ипак, његови тријемова градиће се тек у периоду од 1456. до 1483. године. Такође, овај клаустар се сматра примером првог продирања ренесансе у дубровачку сакралну архитектуру иако неки детаљи још увек носе карактеристике готичког стила. У центру дворишта се налази камени бунар из 16. века. Један од мајстора који је учествовао при градњи клаустра је и познати уметник фирентинског  куаттроценто , Масо ди Бартоломео.

## Крст краља Милутина
Крст краља Милутина се чува у ризници овог манастира. Опширније о томе у чланку о Епископ Григорије II.

## Распеће - Паоло Венециан
У зачељу велике црквене лађе, смештено у луку апсидалног отвора монументалне цркве, у висини над олтаром налази се велелепно Распело које је, према речима Грге Гамулина једно од најграндиознијих дела оснивача млетачке школе тречентистичког сликарства, Паола Венециана. Његов смештај прати већ уврежено опремање средњовековних светилишта у којима су се Распећа постављала у висини над олтаром тиме предочавајући Жртву Божјег Сина чија симболика зазива Спасење. У средишту је насликан распети Христос док су на бочним пољима ликови Богородице и Ивана. Датира се у период између 1350. и 1355. године, а сматра се да је настало у зениту стваралаштва Паола Венециана. Ово дело је засигурно међу најскупљима из касног средњег века у данашњој Хрватској.

## Познате личности
Познати доминиканци који су живели у овом манастиру: 
- Др. О. Антонин Заниновић (1879—1973.)
- Проф. др. Хијацинт Бошковић (1900—1947.)
- Др. О. Доминик Барач (1912—1945.)
- Проф. др. о. Јордан Куничић
- Проф. др о. Стјепан Красић

## Истраживачи
Најзначајнији хрватски истраживачи који су се током 20. века бавили доминиканским манастиром били су Љубо Караман, Цвито Фисковић и Франо Ковачевић док се међу рецентним истраживачима истичу Стјепан Красић и Предраг Марковић.